# Ernst Iros
Ernst Iros, eigentlich Julius Rosenstiel (* 24. Februar 1885 in Rottweil; † 8. April 1953 in Montreux) war ein deutscher Publizist und Drehbuchautor.

## Leben
Seine Eltern waren der Kaufmann Emanuel Rosenstiel und dessen Ehefrau Lina, geborene Degginger. 1909 trat er als Prokurist in das Kleidergeschäft seines Vaters ein und heiratete im selben Jahr Frieda Hummel aus München. Er lebte fortan in München, wo er ab 1907 journalistisch tätig war, daneben diente er als Sanitätssoldat. 1915 bestätigte seine Heimatgemeinde das Pseudonym Ernst Iros. Iros teilte aus diesem Anlass mit, dass er keiner israelitischen Religionsgemeinde mehr angehöre und freilreligiös sei.
Iros schrieb in den 1920er Jahren für das Berliner 8 Uhr-Abendblatt und für das Hamburger Fremdenblatt Artikel zu Filmen und berichtete über das Münchner Kultur- und Wirtschaftsleben. Zugleich arbeitete er als Korrespondent für ausländische Zeitungen wie die Chicago Tribune. 1925 wurde er Mitarbeiter der Münchener Lichtspielkunst AG (Emelka). Er schrieb Drehbücher, arbeitete als Dramaturg und leitete die Presseabteilung. Er hielt Vorträge und engagierte sich bei der Durchführung von Film- und Pressebällen. 1930 war er Gründungsmitglied und zweiter Vorsitzender der Liga für unabhängigen Film, die Vorführungen avantgardistischer Filme veranstaltete. Intensiv widmete er sich der Reorganisation der mit der Emelka verbundenen Deutschen Filmschule, die 1931 unter staatlich konzessionierter Vereinsträgerschaft und der künstlerischen Gesamtleitung von Otto Falckenberg neu eröffnet wurde.
Der Anteil von Iros an der Umgestaltung der Emelka zur Bavaria Film AG 1932/33 ist ebenso ungeklärt wie der Zeitpunkt seiner Entlassung. 1935 emigrierte das Ehepaar Iros über Österreich und Liechtenstein nach Territet in der Schweiz. 1937 beteiligte er sich am Aufbau einer Filmindustrie in der Westschweiz, 1939 war er Mitarbeiter an Hermann Hallers Dokumentarfilm Wehrhafte Schweiz.
Iros, der sich 1945 in Lausanne evangelisch taufen ließ, starb am 8. April 1953.

## Filmografie
- 1926: Das Lebenslied (Drehbuch mit Arthur Bergen)
- 1927: Erinnerungen einer Nonne (Drehbuch mit Arthur Bergen)
- 1932: Fürst Seppl (Idee)
- 1939: Wehrhafte Schweiz (Mitarbeit)
- 1941: Der doppelte Matthias und seine Töchter (Buch mit Sigfrit Steiner)